# Krunoslav
Krunoslav ist ein kroatischer männlicher Vorname, abgeleitet von den slawischen Elementen kruna (seinerseits abgeleitet vom lateinischen corona mit der Bedeutung „Krone“) und slava mit der Bedeutung „Ehre, Ruhm“.

## Namensträger
- Krunoslav Cigoj (1949–2015), jugoslawischer Opernsänger
- Krunoslav Draganović (1903–1983), jugoslawischer franziskanischer Priester und NS-Fluchthelfer
- Krunoslav Hulak (1951–2015), jugoslawisch-kroatischer Schachspieler
- Krunoslav Jurčić (* 1969), kroatischer Fußballspieler und aktueller -trainer.
- Krunoslav Levačić (* 1957), kroatischer Jazzmusiker
- Krunoslav Šebrek (* 1982), Schweizer Schauspieler kroatischer Herkunft
- Krunoslav Simon (* 1985), kroatischer Basketballspieler
- Krunoslav Slabinac (1944–2020), jugoslawisch-kroatischer Sänger